# Штайнефренц
Штайнефренц (нем. Steinefrenz) — община в Германии, в земле Рейнланд-Пфальц. 
Входит в состав района Вестервальд. Подчиняется управлению Вальмерод.  Население составляет 762 человека (на 31 декабря 2010 года). Занимает площадь 4,86 км².